# Потаповский сельсовет (Гомельская область)
Пота́повский сельсовет (белор. Патапаўскi сельсавет) — административная единица на территории Буда-Кошелёвского района Гомельской области Республики Беларусь. Административный центр — деревня Потаповка.

## История
Образован 20 августа 1924 года в составе Буда-Кошелевского района Бобруйского округа БССР. С 27 октября 1927 года в составе Гомельского округа. После упразднения окружной системы 26 июля 1930 года в Буда-Кошелевском районе БССР. С 20 февраля 1938 года в составе Гомельской области. 14 декабря 1961 года к сельсовету присоединена территория упразднённого Забабского сельсовета.
В состав Потаповского сельсовета входили до 1969 года посёлок Первомайский, до 1996 года посёлок Березино, Возрождение (не существуют).
В 2010 году посёлок Козий Рог упразднён.

## Состав
Потаповский сельсовет включает 11 населённых пунктов:
- Гавли — деревня
- Галы — деревня
- Дедов Курган — посёлок
- Дёмино — посёлок
- Дубровка — посёлок
- Забабье — деревня
- Кочан — посёлок
- Медведево — деревня
- Муравей — посёлок
- Победа — посёлок
- Потаповка — деревня

Упразднённые населённые пункты:
- Козий Рог[1] — посёлок